# レニー・ペレス
レニー・ペレス（Renee Perez、 1984年12月8日 - ）は、アメリカ合衆国のポルノ女優。ネバダ州ヘンダーソン出身。